# 서울 도봉구의 향토문화재
서울 도봉구의 향토문화재는 다음 각 호의 어느 하나에 해당하는 것을 말한다.
1. 「문화재보호법」및 「서울특별시 문화재 보호 조례」에 따라 문화재로 지정되지 아니한 것으로서 향토의 역사·예술·학술상 가치가 있는 것과 이에 준하는 유·무형의 자료
2. 향토문화 발전을 위해 보존할 가치가 있을 것으로 기대되는 유적
3. 향토문화, 토속, 풍속을 연구하는데 필요한 자료

## 지정 목록
| 번호 | 그림 | 명칭               | 소재지                        | 소유자 (관리자) | 지정·해제일자         | 비고 |
| ---- | ---- | ------------------ | ----------------------------- | --------------- | --------------------- | ---- |
| 1호  |      | 창동리 석조 이정표 | 도봉구 창동 253               |                 | 2017년 12월 21일 지정 |      |
| 2호  |      | 이회림 묘          | 도봉구 쌍문동 산83-18         |                 | 2017년 12월 21일 지정 |      |
| 3호  |      | 양주목사 선정비    | 도봉구 방학로 3길 117(쌍문동) |                 | 2017년 12월 21일 지정 |      |

## 참고 문헌
- 서울 도봉구 홈페이지 - 고시/공고
- 도봉구 구보